# Tommy Casey
Henry «Harry» Gregg (Comber, 11 de marzo de 1930- Somerset, 13 de enero de 2009) fue un jugador y entrenador de fútbol norirlandés. 
Fue internacional con la selección norirlandesa con la que participó en la Copa Mundial de Fútbol de 1958. Por lo que hace a clubs, defendió los colores de Bangor, Leeds United FC, AFC Bournemouth, Newcastle United FC, Portsmouth FC y Bristol City FC.

## Clubes

### Como jugador
| Club                            | País       | Año       | Partidos | GOles |
| ------------------------------- | ---------- | --------- | -------- | ----- |
| Leeds United                    | Inglaterra | 1949–1950 | 4        | 0     |
| Bournemouth & Boscombe Athletic | Inglaterra | 1950–1952 | 66       | 1     |
| Newcastle United                | Inglaterra | 1952–1958 | 116      | 8     |
| Portsmouth                      | Inglaterra | 1958–1959 | 24       | 1     |
| Bristol City                    | Inglaterra | 1959–1963 | 122      | 9     |
| Gloucester City                 | Inglaterra | 1963–1965 | 60       | 6     |
| Toronto Inter-Roma              | Canadá     | 1965      |          |       |
| Ammanford Town                  | Gales      | 1967      |          |       |
| Lisburn Distillery F.C.         | Irlanda    | 1967–1969 |          |       |

### Como entrenador
| Club                                         | País              | Año       |
| -------------------------------------------- | ----------------- | --------- |
| Gloucester City (jugador entrenador)         | Inglaterra        | 1963–1965 |
| Lisburn Distillery F.C. (jugador entrenador) | Irlanda           | 1967–1969 |
| Seleccionador juvenil de Irlanda del Norte   | Irlanda del Norte | 1974–1975 |
| Grimsby Town                                 | Irlanda del Norte | 1975-1976 |
| KR Reykjavík                                 | Islandia          | 1977      |
| Harstad I.L.                                 | Islandia          | 1977-1978 |

## Palmarés

### Campeonatos nacionales
| Título | Club             | País       | Año  |
| ------ | ---------------- | ---------- | ---- |
| FA Cup | Newcastle United | Inglaterra | 1955 |